# Josip Sicherl
Josip Sicherl, slovenski organist in skladatelj, * 4. marec 1860, Sadinja vas, Ljubljana, † 7. julij 1935, Domžale.
Po končani orglarski šoli 1879 v Ljubljani (učenec A. Foersterja), je služboval kot organist na Rovah (1879–1881), v Krašnji (1881-1888), 
Žužemberku (1888–1906), Ribnici (1906-1918) in ponovno v Žužemberku (1918-1922), ko je bil upokojen in se je naselil v Domžalah. Tu je še orglal in vodil cerkveno petje v Grobljah.
V krajih v katerih je služboval je Sicherl razen cerkvenega petja  poučeval tudi petje v prosvtnih društvih, bil tajnik pri društvenih posojilnicah in bil 1914  imenovan za nadzornika organistov v ribniški dekaniji.
Sicherlovo skladateljsko delo obsega cerkvene skladbe, prilagojene cecilijanskemu gibanju: 6 mašnih pesmi za mešani zbor (1909) in pesmi: Mašna (1891), O hvali, duša moja … Cecilija (1901), Šteje k delavcem Gospoda (1902), Molitev za mir (1915), Slava presveta Evharistična (1920), Pridi molit (1935) ter svetne skladbe: Trije moški zbori (1910) ipd. Priredil je več zbirk cerkvenih pesmi starejših skladateljev, zlasti G. Riharja: 25 Marijinih pesmi, (1908 in 1911), Božične (1910), Postne in misijonske (1911), Pridite molit Jezusa!, Božične v  popravavljeni izdaji skupaj s S. Premrlom (1922); Reši dušo (1923), Velikonočne (1907 in 1919), izdane s S. Premrlom (1923), Pastirci iz spanja (1927) in druge. Harmoniziral pa je tudi je t. i. Semeniške lavretanske litanije (1915, 1921, 1923). Sisherlov slog je preprost in lahko peven.